# 3249 Musashino
3249 Musashino è un asteroide della fascia principale. Scoperto nel 1977, presenta un'orbita caratterizzata da un semiasse maggiore pari a 2,3481625 UA e da un'eccentricità di 0,2458397, inclinata di 3,36714° rispetto all'eclittica.
L'asteroide è dedicato all'omonima città giapponese conurbata in Tokyo.